# Istenszülő elszenderedése katedrális (Kolozsvár)
A kolozsvári Istenszülő elszenderedése ortodox katedrális a Bocskai (Avram Iancu) tér közepén áll, a Rév–Felek-Kolozsvári érsekség, egyben a Kolozsvár–Máramaros–Szilágysági Metropólia székesegyháza. A romániai műemlékek  jegyzékében a CJ-II-m-B-07354 sorszámon szerepel.

## Története
Az építést Nicolae Ivan püspök kezdeményezte 1919-ben. A város a Kis sétateret jelölte ki építkezési helyül és kezdetnek 2 millió osztrák koronát szavazott meg erre a célra. A tervezésre kiírt pályázatot George Cristinel és Constantin Pomponiu bukaresti építészek nyerték (az ő alkotásuk a mărășești-i mauzóleum is).
Az építkezés 1923. szeptember 10-én kezdődött. A hivatalos alapkőletételt 1923. október 7-én tartották, az ünnepségen részt vettek Károly román trónörökös és a kormányfő Ion I. C. Brătianu is. Az építkezés (szünetekkel) tíz évig tartott, többnyire pénzhiány miatt. Ezt a magyar nemzetiségű állami alkalmazottak (vasutasok) pénzéből fedezték, arra kötelezvén őket, hogy fizetésük egy részét az ortodox katedrális építésére ajándékozzák. Az épület festését a Művészeti Akadémia professzorai, Demian és Catul Bogdan végezték.
A katedrálist 1933. november 5-én szentelték fel. A felszentelést a román pátriárka, Miron Cristea végezte. Az ünnepélyen jelen voltak II. Károly román király, Mihály trónörökös, valamint a kormány tagjai.
1993-ban a katedrális elé Avram Iancu szobrát állították fel.

## Leírása
A katedrális váza vasbeton, ez téglával van beépítve, majd a külseje kisbácsi kövekkel díszítve. A kétezer személyre méretezett templom 64 méter magas, ebből 40 méter a kupola. A kupola átmérője 12 méter. A kupola a Hagia Szophia mintájára készült. A katedrálisnak négy harangja van, amelyeket Magyarországról hozattak; a legnagyobb közel két tonna. 